# Elecciones municipales del Callao de 1986
Las elecciones municipales del Callao de 1986 se llevaron a cabo el 9 de noviembre de 1986 para elegir al alcalde y al Concejo Provincial del Callao para el periodo 1987-1989. La elección se celebró simultáneamente con elecciones municipales en todo el país.

## Sistema electoral
La Municipalidad Provincial del Callao es el órgano administrativo y de gobierno de la provincia constitucional del Callao. Está compuesta por el alcalde y el Concejo Provincial.
La votación del alcalde y el concejo se realiza en base al sufragio universal, que comprende a todos los ciudadanos nacionales y no nacionales mayores de dieciocho años, empadronados y residentes en la provincia constitucional del Callao y en pleno goce de sus derechos políticos.
El Concejo Provincial del Callao está compuesto por 19 regidores elegidos por sufragio directo para un período de tres (3) años, en forma conjunta con la elección del alcalde (quien lo preside). La votación es por lista cerrada y bloqueada. Se asigna a la lista ganadora los escaños según el método d'Hondt o la mitad más uno, lo que más le favorezca.

## Composición del Concejo Provincial del Callao
La siguiente tabla muestra la composición del Concejo Provincial del Callao antes de las elecciones.
| Partidos | Partidos                  | Regidores |
| -------- | ------------------------- | --------- |
|          | Partido Aprista Peruano   | 11        |
|          | Izquierda Unida           | 4         |
|          | Partido Popular Cristiano | 3         |
|          | Acción Popular            | 1         |

## Partidos y candidatos
A continuación se muestra una lista de los principales partidos y alianzas electorales que participaron en las elecciones:
| Candidatura | Candidatura | Partidos y alianzas | Candidatos | Candidatos              | Ideología                                             | Resultado previo | Resultado previo | Ref. |
| Candidatura | Candidatura | Partidos y alianzas | Candidatos | Candidatos              | Ideología                                             | Votos (%)        | Reg.             | Ref. |
| ----------- | ----------- | --- | ---------- | ----------------------- | ----------------------------------------------------- | ---------------- | ---------------- | ---- |
|             | APRA        | Lista - Partido Aprista Peruano (APRA) |            | Urbano Julve Ciriaco    | Aprismo                                               | 39.24%           | 11               |      |
|             | IU          | Lista - Izquierda Unida (IU) – Unión de Izquierda Revolucionaria (UNIR) – Unidad Democrático Popular (UDP) – Partido Socialista Revolucionario (PSR) – Partido Comunista Revolucionario (PCR) – Partido Comunista Peruano (PCP) – Frente Obrero Campesino Estudiantil y Popular (FOCEP) |            | Gloria Pérez Saavedra   | Marxismo-leninismo Socialismo democrático Comunismo   | 27.66%           | 4                |      |
|             | PPC         | Lista - Partido Popular Cristiano (PPC) |            | Luis Giusti La Rosa     | Conservadurismo social Humanismo Democracia cristiana | 21.04%           | 3                |      |
|             | FNTC        | Lista - Frente Nacional de Trabajadores y Campesinos (FNTC) |            | Florentino Rojo Sotelo  | Nacionalismo de izquierda Tahuantinsuyismo            | 0.48%            | 0                |      |
|             | PADIN       | Lista - Partido de Integración Nacional (PADIN) |            | Alberto Vásquez Velarde | Centrismo Socioliberalismo                            | 0.16%            | 0                |      |
|             | IND         | Lista - Lista Independiente N° 3 |            | Guillermo Giraldo Smith | Localismo chalaco                                     | Nuevo            | Nuevo            |      |

## Resultados

### Sumario general
|                        |                                                     |              |              |              |           |           |
| Partidos y coaliciones | Partidos y coaliciones                              | Voto popular | Voto popular | Voto popular | Regidores | Regidores |
| Partidos y coaliciones | Partidos y coaliciones                              | Votos        | %            | ±pp          | Total     | +/−       |
|                        | Partido Aprista Peruano (APRA)                      | 108,767      | 49.22        | +9.98        | 11        | ±0        |
|                        | Partido Popular Cristiano (PPC)                     | 56,385       | 25.51        | +4.47        | 4         | +1        |
|                        | Izquierda Unida (IU)                                | 53,089       | 24.02        | –3.64        | 4         | ±0        |
|                        | Partido de Integración Nacional (PADIN)             | 1,073        | 0.49         | +0.33        | 0         | ±0        |
|                        | Frente Nacional de Trabajadores y Campesinos (FNTC) | 899          | 0.41         | –0.07        | 0         | ±0        |
|                        | Lista Independiente N° 3                            | 789          | 0.36         | n/a          | 0         | ±0        |
|                        |                                                     |              |              |              |           |           |
| Total                  | Total                                               | 221,002      |              |              | 19        | ±0        |
|                        |                                                     |              |              |              |           |           |
| Votos válidos          | Votos válidos                                       | 221,002      | 100.00       | +11.47       |           |           |
| Votos en blanco        | Votos en blanco                                     | 0            | 0.00         | –2.17        |           |           |
| Votos nulos            | Votos nulos                                         | 0            | 0.00         | –9.30        |           |           |
| Votos emitidos         | Votos emitidos                                      | 221,002      | 77.58        | +3.65        |           |           |
| Abstenciones           | Abstenciones                                        | 63,851       | 22.42        | –3.65        |           |           |
| Votantes registrados   | Votantes registrados                                | 284,853      |              |              |           |           |
|                        |                                                     |              |              |              |           |           |
| Fuente:                |                                                     |              |              |              |           |           |

## Elecciones municipales distritales

### Resultados por distrito
La siguiente tabla enumera el control de los distritos de la provincia del Callao. El cambio de mando de una organización política se resalta del color de ese partido.
| Distrito                   | Alcalde(sa) titular         | Partido político | Partido político          | Alcalde(sa) electo(a)      | Partido político | Partido político        |
| -------------------------- | --------------------------- | ---------------- | ------------------------- | -------------------------- | ---------------- | ----------------------- |
| Bellavista                 | Nancy Chiabra Rondón        |                  | Partido Aprista Peruano   | Mercedes Bravo Torres      |                  | Partido Aprista Peruano |
| Carmen de La Legua-Reynoso | Francisco Barreda Flores    |                  | Izquierda Unida           | Augusto Aspilcueta Alarcón |                  | Partido Aprista Peruano |
| La Perla                   | Rómulo de la Cruz Azabache  |                  | Partido Aprista Peruano   | Guillermo Sánchez Delgado  |                  | Partido Aprista Peruano |
| La Punta                   | Virgilio Airaldi Panettiere |                  | Partido Popular Cristiano | Santiago Parodi Ramírez    |                  | Partido Aprista Peruano |
| Ventanilla                 | Juan López Alava            |                  | Partido Aprista Peruano   | Juan López Alava           |                  | Partido Aprista Peruano |